# Polystichum palniense
Polystichum palniense är en träjonväxtart som beskrevs av Fraser-jenk. Polystichum palniense ingår i släktet Polystichum och familjen Dryopteridaceae. Inga underarter finns listade.